# كانديدو دي أوليفيرا
كانديدو بلاسيدو فرنانديز دي أوليفيرا (بالبرتغالية: Cândido Plácido Fernandes de Oliveira؛ 24 سبتمبر 1896 – 23 يونيو 1958) كان لاعب كرة قدم برتغاليًا ومدربًا وصحفيًا رياضيًا.
تم تسمية كأس كأس السوبر البرتغالي باسمه.

## وصلات خارجية
- كانديدو دي أوليفيرا على موقع قاعدة بيانات كرة القدم.إي يو (الإنجليزية)
- كانديدو دي أوليفيرا على موقع عالم كرة القدم.نت (الإنجليزية)
- كانديدو دي أوليفيرا على موقع أوليمبيديا (الإنجليزية)